# Такеши Кайко
Такеши Кайко (на японски: 開高 健 Kaikō Takeshi) е виден японски журналист, телевизионен документалист след Втората световна война, литературен критик и писател на произведения в жанра драма, исторически роман, любовен роман, автобиография и документалистика. Той е един от най-популярните японски писатели в късния период Шова.

## Биография и творчество
Такеши Кайко е роден на 30 декември 1930 г. в Осака, Япония, най-големият син в семейството на Сейджи и Фумико Кайко. На 7-годишна възраст той се премества с родителите си в Осака в областта Хигашисумиоши. Един месец след записването му в местното средно училище, през май 1943 г., баща му умира.
След Втората световна война учи право в Общинския университет в Осака, но често отсъства от лекции, тъй като трябва да работи на различни места, за да плаща обучението си. По време на следването си участва в списанието Enpitsu, редактирано от литературна група под ръководството на Еичи Танизава. Увлича се по произведенията на Мотоджиро Каджи, Мицухару Канеко и Ацуши Накаджима. Прави преводи на произведения на Шъруд Андерсън и Луи Арагон.
През 1952 г. се жени за поетесата Йоко Маки. Същата година се ражда дъщеря им Мичико.
След дипломирането си през декември 1953 г. се премества в Токио, където работи в отдела за връзки с обществеността на компанията за алкохолни напитки „Сънтори“. Съпругата му, която също работи за компанията, напуска през 1954 г., за да се отдаде на образованието на дъщеря си. За „Сънтори“ Такеши публикува рекламното списание Yoshu Tengoku, където има успех със статиите си.
През 1953 г. публикува първия си разказ „Безименният град“ (Na no nai machi) в литературното списание Kindai Bungaku в Токио. Вторият му разказ „Паника“ (パニック, Panikku) от 1957 г. привлича вниманието на критиката с необичайната си концепция и стил, история написана като сатирична алегория, сравнявайки човешките същества с мишки. Разказът е за лесничей в селска префектура на Япония, който се бори срещу некомпетентността и корупцията на правителството.
През 1957 г. е издадена и новелата му „Голият крал“, критична история за натиска, който на японската образователна система оказва на децата. Творбата печели пристижната награда „Акутагава“. След като получава наградата, напуска работата си в „Сънтори“ и се посвещава на писателската си кариера.
През 1964 г. работи като чуждестранен кореспондент за Asahi Shimbun за войната във Виетнам. По време на войната попада на партизанска засада, в която от 200 войници оцелявят 16. След това става активист на левицата заради противопоставянето на подкрепата на Япония за политиката на САЩ в Индокитай през 60-те години. Той е един от основателите на Лигата за мир във Виетнам, но по-късно заема по-консервативна позиция.
Впечатленията и опита си във Виетнам пресъздава в романа „Черно слънце“ (輝ける闇, Kagayakeru yami) – история за японски журналист, който е на предната линия и живее заедно с американците и южновиетнамските войски във Виетнам. Романът е удостоен с престижната награда „Маничи“.
Той е запален рибар и ходи на риболов навсякъде по света, включително в река Амазонка в Бразилия, като хваща различни риби. Пише много есета по темата за риболова. Също много харесва гурме ястия и пише за храни и саке.
Такеши Кайко умира от пневмония вследствие на операция за отстраняване на рак на хранопровода на 9 декември 1989 г. в Чигасаки, Канагава. Погребан е в храмовия комплекс Енгаку-джи в Камакура.
В негова памет издателството TBS Britanica учредява литературна награда, давана в периода 1992 – 2001 г. От 2003 г. издателство Shueisha учредява на негово име литературна награда за документални произведения.
В град Чигасаки, в къщата където писателят прекарва последните си 16 години, през 2002 г. е създадена Мемориална зала.

## Произведения
частична библиография
- パニック, Panikku (1957)
- 裸の王様, Hadaka no ōsama (1957) – награда „Акутагава“
“Голият крал“ в „Танцьорката от Идзу“, изд.: „Народна младеж“, София (1983), прев. Добринка Добринова
- 巨人と玩具, Kyojintogangu (1958)
”Великани и играчки” в „Танцьорката от Идзу“, изд.: „Народна младеж“, София (1983), прев. Добринка Добринова
- 日本三文オペラ, Nihon sanmon opera (1959)
- 決闘, Ketto (1968)
- 輝ける闇, Kagayakeru yami (1968)
- 夏の闇,　Natsu no yami (1972)
- 玉、砕ける, Tama, kudakeru (1978) – награда „Кавабата“
- 耳の物語, Mimi no monogatari (1987) – награда за японска литература

### Екранизации
- 1958 Kyojin to gangu
- 1965 Shonin no isu